# رانش کرانه‌ای

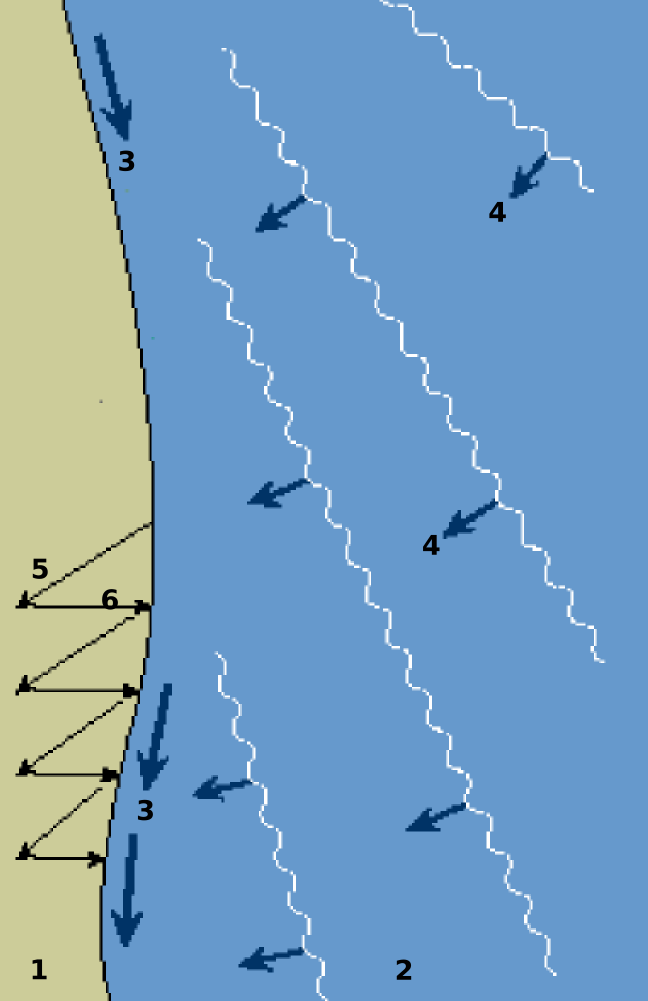
نمایش رانش موازی ساحل

رانش کرانه‌ای یا رانش موازی کرانه دریا (به انگلیسی: Longshore drift)، یک فرایند جغرافیایی است که سبب جابجایی رسوب (از جمله رس، لای و ماسه) در امتداد ساحل می‌شود. این فرایند در ناحیهٔ شکست و در نزدیکی ساحل انجام می‌شود.
بخش‌های مختلف سامانهٔ ساحلی بر جریان موازی ساحل اثر می‌گذارند. هم‌چنین این جریان عامل انتقال رسوب ساحلی است که بر فرایندهای فرسایش و رسوب‌گذاری تأثیرگذار است.

## معرفی

### روابط رانش کرانه‌ای
روابط گوناگونی برای محاسبهٔ رانش کرانه‌ای وجود دارد:
1. رابطهٔ بایکر (۱۹۶۷ و ۱۹۷۱)
2. رابطهٔ انگلاند و هانسن (۱۹۶۷)
3. رابطهٔ ایکرز و وایت (۱۹۷۳)
4. رابطهٔ بیلارد و اینمن (۱۹۸۱)
5. رابطهٔ فن‌راین (۱۹۸۴)
6. رابطهٔ واتانابه (۱۹۹۲)[۵]

پارامترهای اصلی مورد استفاده در رابطه‌های بالا شامل این موارد هستند:
- انتقال بار بستر و بار معلق
- ویژگی موج (شکنا یا غیر شکنا)
- تنش برشی ناشی از موج یا جریان متناظر موج

### تغییر خط ساحلی
رانش کرانه‌ای نقش مهمی در تغییر خط ساحلی دارد. تغییر کوچکی در بودجهٔ رسوبی، جهت موج یا دیگر عوامل مؤثر بر رانش کرانه‌ای می‌تواند سبب تغییر در شکل ساحل شود. برخی از این پیامدها شامل موارد زیر هستند:
1. تغییر جغرافیایی مانند فرسایش
2. تغییر نیروهای هیدرودینامیکی مانند تغییر در انتشار موج
3. تغییر اثرات هیدرودینامیکی مانند اثر دلتاها و دهانه‌ها روی جریان
4. تغییر بودجهٔ رسوبی مانند تخلیهٔ منابع رسوبی
5. تأثیرهای انسانی مانند موج‌شکن‌ها و سپرهای حفاظتی

### کتاب‌ها
- Brunn, P.(ed) (2005). Port and coastal engineering developments in Science and technology. South Carolina: P.Brunn. {{cite book}}: |first= has generic name (help)
- Hart, D.E; Marsden, I; Francis, M (2008). "Chapter 20: Coastal systems".  In Winterbourne, M; Knox, G.A; Marsden, I.D; Burrows, C (eds.). Natural history of Canterbury (3rd ed.). Canterbury University Press. pp. 653–684.
- Reeve, D; Chadwick, A; Fleming, C (2004). Coastal engineering-processes, theory and design practice. New York: Spon Press.

### مقاله‌ها
- Kirk, R.M; Lauder, G.A (2000). "Significant coastal lagoon systems in the South Island, New Zealand". Science for conservation. DOC 46p: 13–24.
- Michel, D; Howa, H.L (1997). "Morphodynamic behaviour of a tidal inlet system in a mixed-energy environment". Physical chemical earth. 22: 339–343.
- Peterson, D; Deigaard, R; Fredsoe, J (2008). "Modelling the morphology of sandy spits". Coastal engineering. 55: 671–684.
- Soons, J.M; Schulmeister, J; Holt, S (1997). "The Holocene evolution of a well nourished gravelly barrier and lagoon complex, Kaitorete "Spit", Canterbury, New Zealand". Marine Geology. 26: 69–90.